# ノクターン号
ノクターン号（ノクターンごう 英称:The nocturne）は、神奈川県横浜市、東京都23区と青森県弘前市、五所川原市とを結んでいる夜行高速バス。1986年（昭和61年）12月26日運行開始。
本項では、2021年12月2日に愛称が変更されたニューノクターン号についても記載する。

## 概要
弘前と盛岡を結ぶ高速バス「ヨーデル号」の利用状況が好調であったが、利用者の60%が弘前から東京への流動で占められていることが判明した。当時、東北新幹線は盛岡駅が終点だった。このため、弘南バスでは東京へ直行するバスにも需要が認められると判断、夜行バスの新規路線運行計画を立案した。共同運行事業者として、それまで帰省バスの運行支援などで実績のあった京浜急行電鉄を選ぶことになった。
当初は採算性を疑問視するバス会社が多く、当事者である弘南バスと京浜急行電鉄も需要に不安はあった。その後、横浜線の新設や五所川原への延伸、スーパーシートの設定（現在は終了）など積極的に施策が講じられている。
2002年10月より昼行便の「スカイターン号」を新設したが、利用低迷により2006年9月に青森上野号（現・スカイ号）に統合する形で廃止されている。
「ノクターン号」は京浜急行バスの撤退に伴い、2021年8月5日より、品川バスターミナルの発着を止め、バスタ新宿への乗り入れを開始した。
2021年12月2日より愛称を「ニューノクターン号」に変更した。

## 運行会社
- 弘南バス（弘前営業所）
  - 以前の「ノクターン号」弘前 - 新宿・横浜便は弘前営業所、2022年までは五所川原営業所が担当していた。

### 過去の運行会社
- 京浜急行バス
  - 新子安営業所（2012年4月16日、同営業所の新設により羽田営業所より移管）[6]

## 運行系統および停車停留所
2021年12月2日現在。
横浜駅東口バスターミナル - バスタ新宿（新宿駅） ⇔ 弘前バスターミナル - 五所川原駅前

## 運行回数
- 横浜・新宿 - 弘前・五所川原間 - 1日1往復

## 歴史

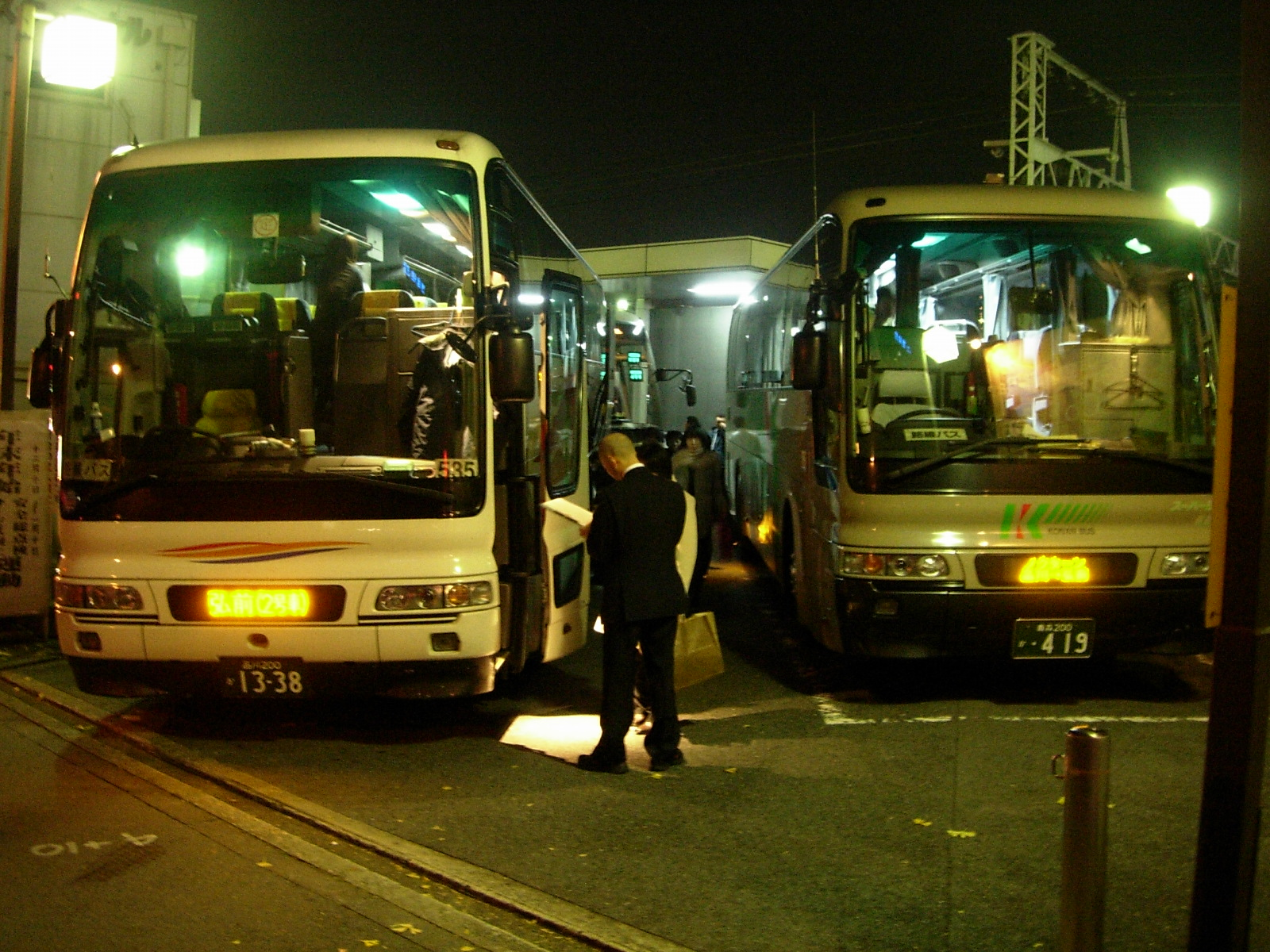
品川バスターミナルで並ぶ京急車（左）と弘南車（右）

- 1986年（昭和61年）12月26日 - ノクターン号を新設[1]。弘前バスターミナル - ホテル・パシフィック・メリディアン東京（品川）間運行開始[1]。運行開始当時、運行距離685kmと日本で最も長距離を走る高速バスであった（それまではムーンライト号の646km）[1]。
- 1989年（平成元年）1月14日 - 品川バスターミナル乗り入れに伴い、ホテル京急への乗り入れを廃止。
- 1990年（平成2年）4月26日 - 横浜線を新設。弘前ビブレ（現・さくら野弘前店） - 横浜間運行開始。
- 1994年（平成6年）11月1日 - 五所川原駅前への乗り入れ開始[7]。
- 2000年（平成12年）10月2日 - 女性専用車両と往復割引運賃を新設[8]。
- 2002年（平成14年）7月1日 - 昼行便のスカイターン号を新設。
- 2005年（平成17年）12月1日 - スカイターン号の京浜急行バス担当便を京急観光バスへ移管。
- 2006年（平成18年）
  - 9月1日 - スカイターン号廃止。
  - 11月1日 - 横浜線の起終点を五所川原駅に変更。
- 2008年（平成20年）9月30日 - 品川 - 五所川原線（4号車）、月曜日 - 水曜日の運行を休止（繁忙期を除く）。品川 - 弘前線の2号車に設定してきた女性専用車両の運行を終了[9]し、通常車両での運行に変更。
- 2011年（平成23年）9月1日 - 回数券と学生割引を新設。
- 2012年（平成24年）12月1日 - この日の品川出発の便をもって、弘南バス車両に設定されていたスーパーシートが廃止[10][11]。
- 2013年（平成25年）
  - 9月29日 - この日をもって、回数券の販売を終了。
  - 11月1日 - この日乗車分から、曜日別運賃が適用（実質の運賃値下げ）。なお、年末年始等、繁忙期は適用除外日がある[12]。
- 2014年（平成26年）4月1日 - 消費税増税に伴い、運賃改定。
- 2019年（令和元年）10月1日 - 消費税引き上げに伴い、運賃を改定[13]。
- 2020年（令和2年）
  - 4月16日 - 新型コロナウイルス感染拡大の影響により、この日の出発便より同年7月1日出発便まで運休[14][15]。
  - 7月2日 - この日の出発便より、1号車のみ運行再開（2号車は7月30日まで運休）[16][17]。
  - 7月31日 - この日から、8月17日まで、2号車を運行[18]。
  - 8月18日 - 2号車が、再び運休。
  - 9月30日 - この日の出発便から品川バスターミナル移設と浜松町バスターミナル廃止による東京都内の乗場変更と、さくら野弘前店の発着が廃止されることが発表されたが[19]、実際には同日から再び全便運休となる[20]。
- 2021年（令和3年）
  - 3月15日 - この日をもって京浜急行バスが撤退し、翌16日より弘南バスの単独運行となる[21][22]。実際には弘南バスも引き続き運休中。
  - 8月5日 - 品川バスターミナルの発着を止め（実際には前年9月30日到着便を最後に運休中）、翌6日からバスタ新宿への乗り入れを開始した。なお、運行されたのは8月5日五所川原発と8月6日横浜発の1往復のみで、翌日からは運休となる。
  - 12月2日 - この日の出発便より運行再開。あわせて愛称を「ニューノクターン号」へ変更[5]。
- 2024年（令和6年）6月24日 - この日から7月11日出発便まで、「ノクターン・ネオ号」運行35周年記念として、「ノクターン・ネオ号」の運賃が5000円、「ニューノクターン号」の運賃が5500円、「パンダ号 上野線・新宿線」の運賃が3500円（大人運賃・各路線共、金土日は500円増し）となる。さらに、運行開始日の7月1日は、「ノクターン・ネオ号」の運賃が3500円（大人運賃）となる[23]。

## 車両
- 運行開始当初は「NOCTURNE」の文字をあしらったノクターン号オリジナルの塗装だったが、現在は両社とも独自塗装の車両を使用している。また、一部では2列+1列シートの車両も運用されていた。
- かつて設定されていたスーパーシートには個室カーテンが装備されていた。但し、3,870円の追加料金が必要であり、往復割引運賃が適用されないなど利用条件が異なっていた。

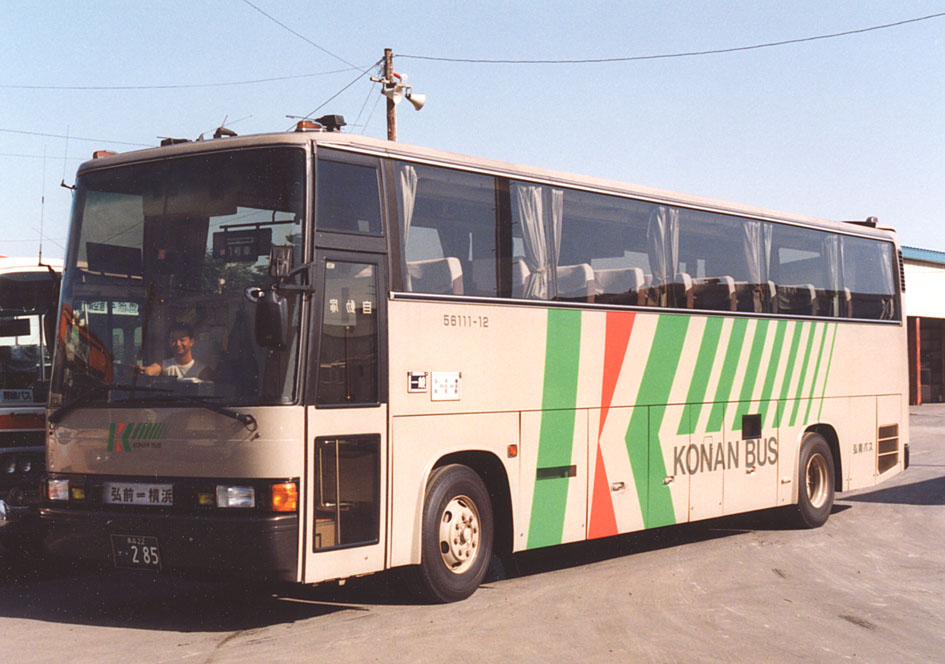
弘南バス初代ノクターン専用車 日野・ブルーリボン
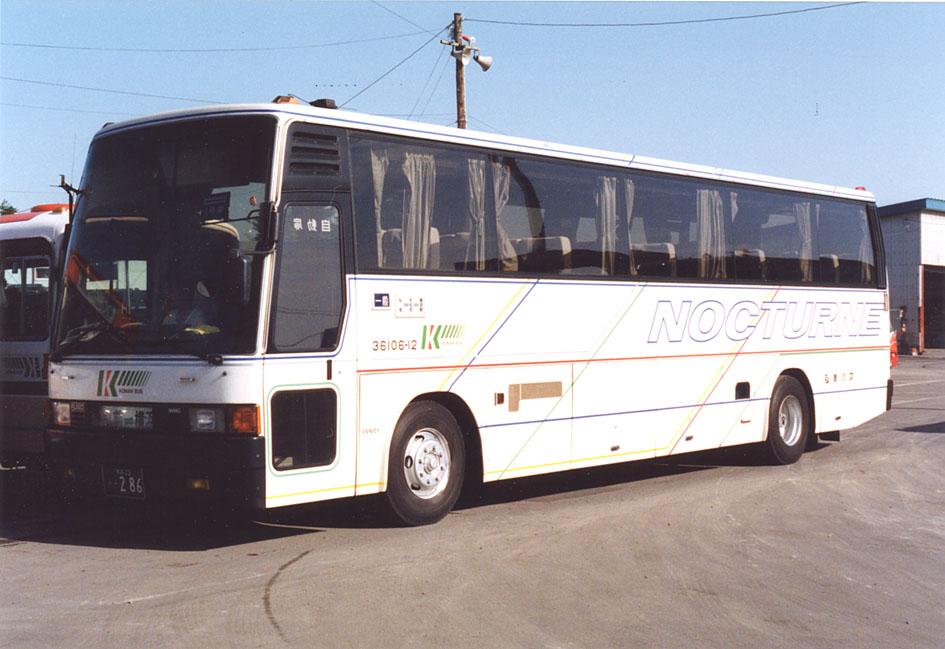
弘南バス初代ノクターン専用車 三菱ふそう・スーパーエアロ2
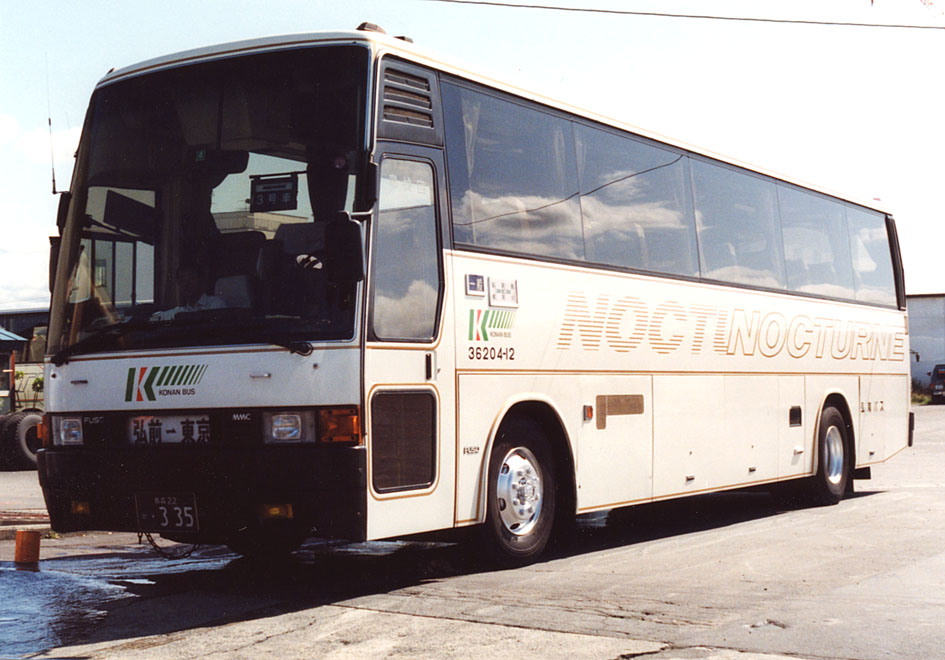
弘南バスノクターン専用車 三菱ふそう・スーパーエアロ2
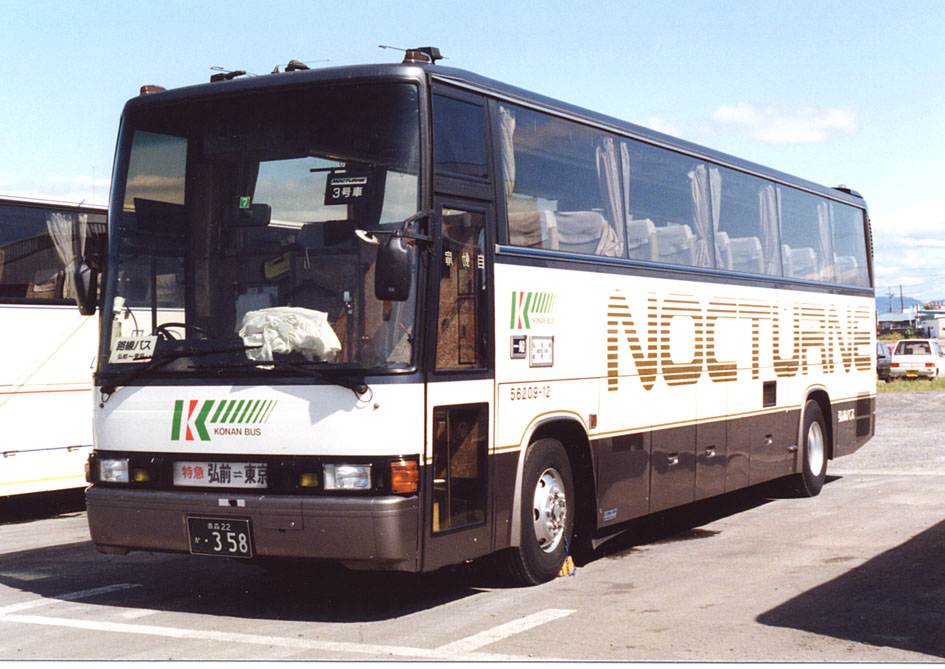
弘南バス初代ノクターン専用車 日野・ブルーリボン
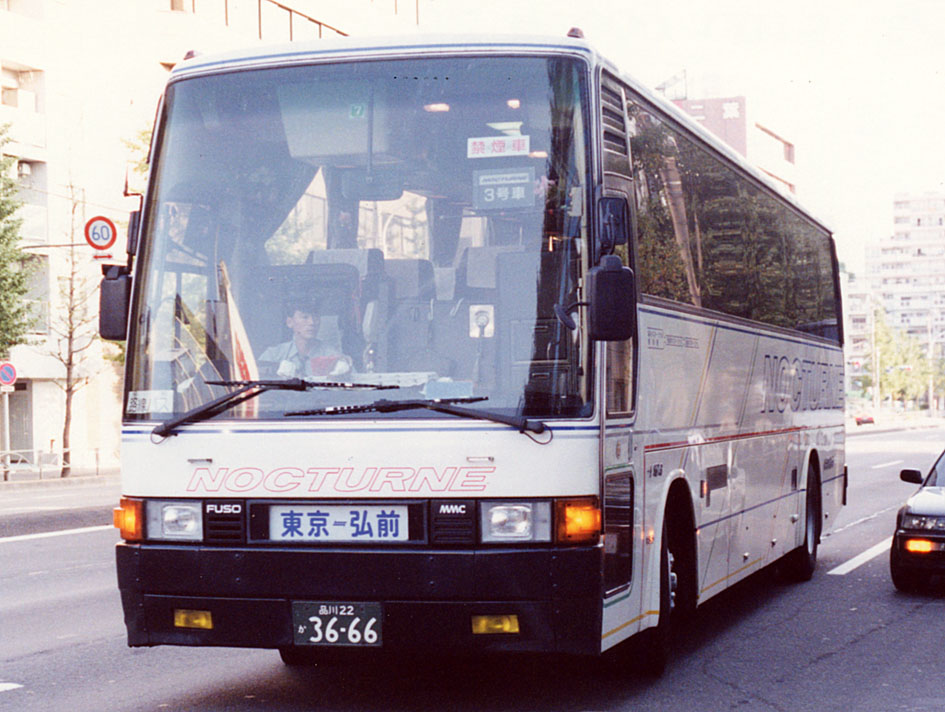
京急バスノクターン専用車 三菱ふそう・スーパーエアロ2
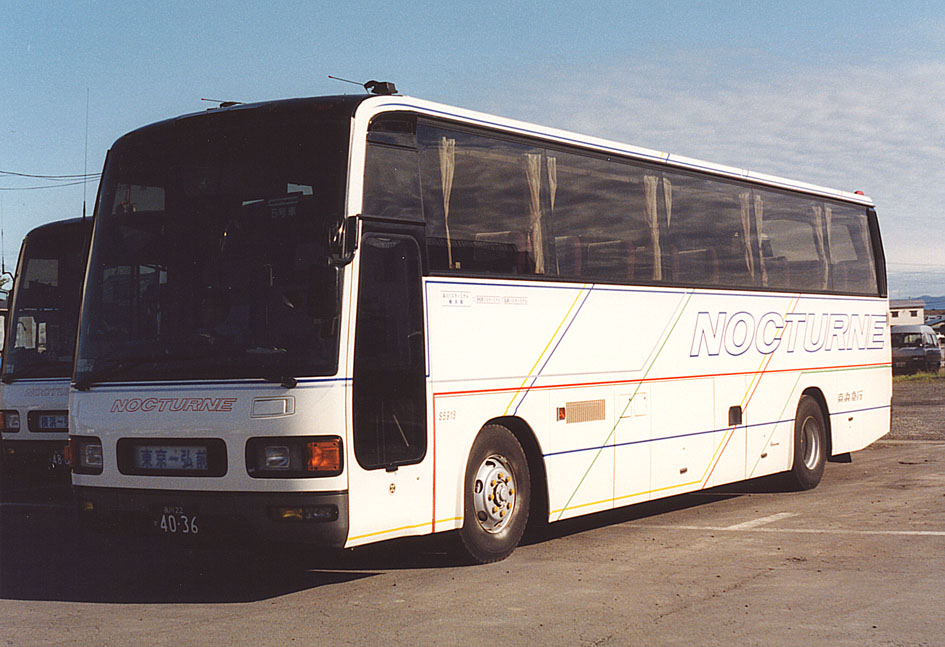
京急バスノクターン専用車 三菱ふそう・エアロクィーンM
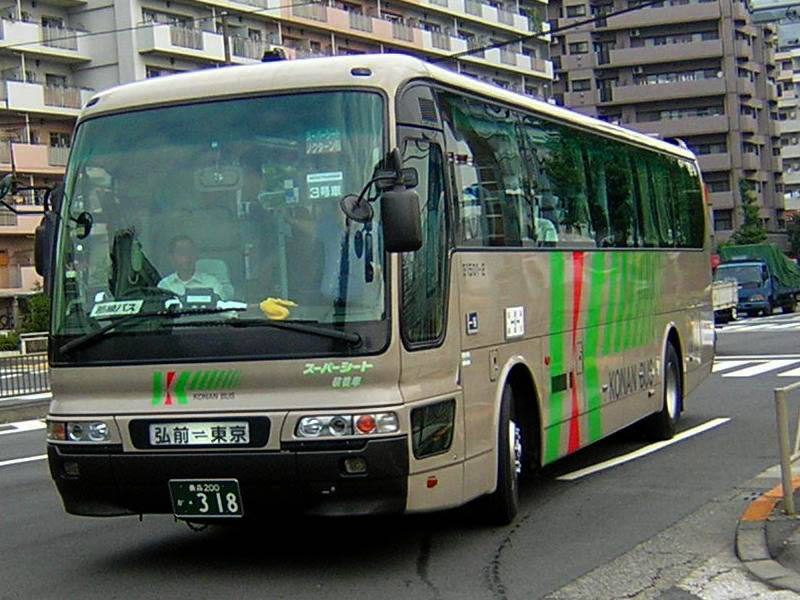
弘南バスノクターン専用車（スーパーシート設置車） 三菱ふそう・エアロバス

## 乗車券
原則として乗車日の1か月と1日前より、弘南バス予約センターでの電話予約、「発車オ～ライネット」でのインターネット予約を受け付ける。

## その他
- HTBのTV番組『水曜どうでしょう』の企画「サイコロ6」では、「キング・オブ・深夜バス」と称された「はかた号」に対して、ノクターン号は「東日本の女王」と紹介された。
- 年間の利用者数は約7万7千人で、関東～東北間を結ぶ夜行高速バスでは最も利用者が多い。「平成18年度における管内高速バス輸送実績（国土交通省東北陸運局 2007年8月9日）」より。
- 京急との共同運行時代は、「横浜・浜松町～弘前・五所川原」を1号車、「品川・浜松町～弘前（さくら野弘前店）」を2号車として通年2台運行しており、3連休等の多客期には3号車「品川・浜松町～弘前・五所川原」を設定していた。さらに、お盆前や年末年始等の繁忙期には1号車「横浜～弘前・五所川原（浜松町通過）」、2号車「品川・浜松町～弘前（さくら野弘前店）」、3号車～5号車「品川・浜松町～弘前・五所川原」、6号車「横浜・浜松町～弘前・五所川原」、7号車「品川・浜松町～弘前・五所川原」、増発8号車「品川・浜松町～弘前バスターミナル」、増発9号車以降「浜松町～弘前・五所川原」を設定して運行していた。なお、これらの号車番号と運行区間は固定されていたので、2018年以降は5号車～7号車が欠番となることが多かった。また、1号車～7号車は3列シート（専用車）、増発8号車以降は全て弘南バスの貸切車で運行されていた。
- 2006年12月に運行開始20周年を記念し、京急バスと弘南バス共同で「ノクターン号」運行開始時の車両・塗装をモデルにしたチョロQを制作した。

## 注記
1. 1 2 3 4  『鉄道ジャーナル』第21巻第5号、鉄道ジャーナル社、1987年4月、137頁。
2. ↑  鈴木文彦『高速バス大百科』p113
3. ↑  鈴木文彦『高速バス大百科』p114
4. ↑  鉄道ジャーナル2003年10月号の記事によれば、キャンペーンとして往復割引運賃を設定した際には、乗客数は1便平均20人程度あったものの、通常期は1便平均10人前後と低迷していた。
5. 1 2  “３５周年「ノクターン号」の運行再開とキャンペーン実施について”.   弘南バス. 2021年11月10日閲覧。
6. ↑  東京側の駐機場所、仮眠・休憩先はこれまでどおり、京浜急行バス新子安営業所を使っている。
7. ↑  『東奥年鑑平成8年版』（東奥日報社・1995年9月1日発行）「市町村政 - 市町村概況」207頁「五所川原市 おもなできごと」から。これに、『五所川原市と東京を結ぶ高速夜行バス「ノクターン」が定期運行を開始（1日）』との記載あり。
8. ↑  “品川-弘前間 来月から夜行高速バスに女性専用車”. 交通新聞 (交通新聞社):  p. 3. (2000年9月7日)
9. ↑  その代替として、「パンダ号」に女性専用車両が設定された。
10. ↑  高速バス ノクターン号スーパーシート車両運行終了について（京浜急行バス トピックス 2012年10月24日）
11. ↑  ノクターン号スーパーシート廃止のお知らせ (PDF) （弘南バス 2012年10月19日）
12. ↑  ノクターン号 運賃改定のお知らせ - 弘南バス・2013年9月20日リリース
13. ↑  “消費税引き上げに伴う運賃改定について”.   京浜急行バス (2019年9月6日). 2019年10月22日閲覧。
14. ↑  “新型コロナウイルスの影響に伴う高速・空港バス運行について（4月16日18時現在）”.   京浜急行バス (2020年4月16日). 2020年4月18日閲覧。
15. ↑  “【重要】高速バスの運休及び減便について（令和2年4月17日 20時45分現在）”.   弘南バス (2020年4月17日). 2020年4月18日閲覧。
16. ↑  “一部運休路線の運行再開について” (2020年7月3日). 2020年7月4日閲覧。
17. ↑  “【重要】高速バスの運休及び減便について（令和2年5月22日 18時00分現在）”.   弘南バス (2020年5月19日). 2020年5月22日閲覧。
18. ↑  “【重要】高速バスの運行状況について（令和2年8月14日 18時30分現在）”.   弘南バス (2020年8月14日). 2020年8月21日閲覧。
19. ↑  “夜行高速バス【ノクターン号】の乗降場所等の変更について” (PDF).   弘南バス (2020年8月20日). 2020年10月11日閲覧。
20. ↑  “高速バスの運休及び減便について「9月9日 17：10現在」”.   弘南バス (2020年9月9日). 2020年9月20日時点のオリジナルよりアーカイブ。2021年11月15日閲覧。
21. ↑  “長距離高速バス「ノクターン号」弘前ゆきの運行について”.   京浜急行バス (2021年2月15日). 2021年2月16日時点のオリジナルよりアーカイブ。2021年2月15日閲覧。
22. ↑  “夜行高速バス「ノクターン号」について”.   弘南バス (2021年2月16日). 2021年2月16日時点のオリジナルよりアーカイブ。2021年2月21日閲覧。
23. ↑  【高速バス】「ノクターン・ネオ号」35周年キャンペーンについて - 弘南バス・2024年5月13日